# Tyrrellspass
Tyrrellspass es una localidad situada en el condado de Westmeath, en Irlanda. Según el censo de 2022, tiene una población de 524 habitantes.
Está ubicada en el centro del país, a poca distancia al este del río Shannon y al oeste de Dublín.